# Enevold Randulf
Enevold Nielsen Randulf (født 18. februar 1597 i Haderslev, død 30. april 1666) var en dansk præst, far til biskop Niels Randulf.
1619 blev Randulf antaget som prins Frederiks informator og senere ledsager på hans udenlandsrejse, ligesom han 1623 blev lærer for Christian 4.'s og Kirsten Munks børn.
Han skilte sig ved sit hverv til kongens fuldstændige tilfredshed, og som løn derfor udnævntes han 1627 til sognepræst ved domkirken i Roskilde.
Når det hedder om ham, at han "stod i stor anseelse, ikke blot i domkapitlet, hvis senior han var, men også blandt rigets magnater formedelst sin lærdom og ypperlige åndsgaver", må det formodentlig nærmest have været ved sin veltalenhed og sin øvrige personlige fremtræden, at han har erhvervet sig denne berømmelse.
Thi hans virksomhed som forfatter, der nu er aldeles betydningsløs, har vistnok heller ikke i hans levetid tildraget sig videre opmærksomhed, om han end leverede indlæg (1651) i den standende strid om ugedagen for Kristi korsfæstelse, en afhandling om det ved Møgeltønder fundne guldhorn (1644) og en om solformørkelsen 1654.
I 1658 ramtes han af et apoplektisk slag, som det mentes, bevirket af sorg over fædrelandets ulykker, og han kom sig aldrig deraf, så han senere altid, når han prædikede, måtte sidde på en stol.
Det er derfor underligt nok, at der både 1661 og 1665 skal være gjort ham tilbud om at blive biskop i Norge.
Hans hustru, Bente Rasmusdatter, med hvem han 1628 blev gift på Københavns Slot, overlevede ham til 1673.